# Kris Van Haver
Kristien (Kris) Van Haver is een Belgisch journalist, redacteur en bestuurder.

## Levensloop
Beroepshalve is Van Haver redacteur politiek en economie voor De Tijd.
In februari 2015 werd ze verkozen tot ondervoorzitter van de raad van bestuur van de Vlaamse Vereniging van Journalisten (VVJ), in mei 2015 werd zij aangesteld als voorzitter van de raad van bestuur van deze organisatie in opvolging van Marc Van de Looverbosch. Onder haar bestuur vond in februari 2016 de fusie van de VVJ met de Vereniging van Journalisten van de Periodieke Pers (VJPP) plaats.
Tevens is ze sinds december 2014 vicevoorzitter van de Association de la Presse Internationale (API).